# Conus boavistensis
Conus boavistensis é uma espécie de gastrópode do gênero Conus, pertencente à família Conidae.